# Kim Fowley
Kim Fowley, rodným jménem Kim Vincent Fowley (21. července 1939 – 15. ledna 2015) byl americký hudební producent a skladatel. V roce 1966 se podílel na debutovém albu skupiny The Mothers of Invention Freak Out!. V 70. letech byl manažerem hard rockové skupiny The Runaways. V roce 2008 přispěl jednou skladbou na soundtrack k filmu RocknRolla. Zemřel v roce 2015 ve věku 75 let na rakovinu prostaty.